# 下拉斯塔布拉斯
下拉斯塔布拉斯（西班牙語：Las Tablas Abajo），是巴拿馬的城鎮，位於該國中南部，由洛斯桑托斯省的拉斯塔布斯區負責管轄，面積15.7平方公里，2010年人口1,030，人口密度每平方公里65.6人。